# Clethra nicaraguensis
Clethra nicaraguensis är en tvåhjärtbladig växtart som beskrevs av C.W. Hamilton. Clethra nicaraguensis ingår i släktet Clethra och familjen Clethraceae. Inga underarter finns listade i Catalogue of Life.